# Oratorio di Santa Maria al Fortino
L'oratorio di Santa Maria al Fortino si trova a San Miniato, in provincia di Pisa, diocesi di San Miniato.

## Storia e descrizione
Il piccolo oratorio gotico, di struttura molto semplice, è posto all'incrocio delle antiche direttrici viarie verso Volterra e Pisa. Era annesso ad un ospedale per gli appestati, poi scomparso. Nel Quattrocento passò dal patronato del Comune a quello della facoltosa famiglia Chellini, il cui personaggio di spicco era il medico Giovanni, sepolto in San Domenico, che ordinò la pala con l'Incoronazione della Vergine e santi, oggi conservata presso il Museo dell'Arciconfraternita della Misericordia di San Miniato.
Finora il dipinto era riferito al Maestro della Natività Johnson, che recenti studi hanno consentito di identificare con Domenico di Zanobi, discepolo di Filippo Lippi e suo collaboratore.
Al posto della pala, sulla parete di fondo e su quella laterale sinistra del presbiterio, si trovano due affreschi di Luciano Guarnieri. Le nuove pitture vennero impostate nella primavera del 1969, ma non furono portate a termine.